# 天才じゃなくても夢をつかめる10の法則
『天才じゃなくても夢をつかめる10の法則』（てんさいじゃなくてもゆめをつかめるじゅうのほうそく）は、日本テレビで2010年から不定期に放送されている特別番組である。

## 内容
過去・現在の夢をつかんだ人物を取り上げ、夢をつかむための10の法則を探る。

## 司会
- 武田鉄矢
- ベッキー
- 羽鳥慎一（日本テレビアナウンサー）

## 放送回
- 第1回：2010年1月10日21:00 - 22:54
- 第2回：2010年5月5日19:56 - 21:54

## スタッフ
- 製作著作：日本テレビ